# Marco Mencacci
 (mars 2025).
La mise en forme du texte ne suit pas les recommandations de Wikipédia : il faut le « wikifier ».
Les points d'amélioration suivants sont les cas les plus fréquents :
- Les titres sont pré-formatés par le logiciel. Ils ne sont ni en capitales, ni en gras.
- Le texte ne doit pas être écrit en capitales (les noms de famille non plus), ni en gras, ni en italique, ni en « petit »…
- Le gras n'est utilisé que pour surligner le titre de l'article dans l'introduction, une seule fois.
- L'italique est rarement utilisé : mots en langue étrangère, titres d'œuvres, noms de bateaux, etc.
- Les citations ne sont pas en italique mais en corps de texte normal. Elles sont entourées par des guillemets français : « et ».
- Les listes à puces sont à éviter, des paragraphes rédigés étant largement préférés. Les tableaux sont à réserver à la présentation de données structurées (résultats, etc.).
- Les appels de note de bas de page (petits chiffres en exposant, introduits par l'outil «  Source ») sont à placer entre la fin de phrase et le point final[comme ça].
- Les liens internes (vers d'autres articles de Wikipédia) sont à choisir avec parcimonie. Créez des liens vers des articles approfondissant le sujet. Les termes génériques sans rapport avec le sujet sont à éviter, ainsi que les répétitions de liens vers un même terme.
- Les liens externes sont à placer uniquement dans une section « Liens externes », à la fin de l'article. Ces liens sont à choisir avec parcimonie suivant les règles définies. Si un lien sert de source à l'article, son insertion dans le texte est à faire par les notes de bas de page.
- La présentation des références doit suivre les conventions bibliographiques. Il est recommandé d'utiliser les modèles {{Ouvrage}}, {{Chapitre}}, {{Article}}, {{Lien web}} et/ou {{Bibliographie}}. Le mode d'édition visuel peut mettre en forme automatiquement les références.
- Insérer une infobox (cadre d'informations à droite) n'est pas obligatoire pour parachever la mise en page.

Pour une aide détaillée, merci de consulter Aide:Wikification.
Si vous pensez que ces points ont été résolus, vous pouvez retirer ce bandeau et améliorer la mise en forme d'un autre article.
 (mars 2025).
Motif : Pas de sources secondaires centrées
- Archive Wikiwix
- Bing
- Cairn
- DuckDuckGo
- E. Universalis
- Gallica
- Google
- G. Books
- G. News
- G. Scholar
- Persée
- Qwant
- (zh) Baidu
- (ru) Yandex
- (wd) trouver des œuvres sur Wikidata

| 1. | Préciser le motif de la pose du bandeau. | Précisez le motif de la pose du bandeau en utilisant la syntaxe suivante : {{admissibilité à vérifier\|date=avril 2025\|motif=remplacez ce texte par le motif}}                     |
| 2. | Informer les utilisateurs concernés.     | Pensez à avertir le créateur de l'article, par exemple, en insérant le code ci-dessous sur sa page de discussion : {{subst:avertissement admissibilité à vérifier\|Marco Mencacci}} |

Marco Mencacci est né le 30  novembre 1959 à Boulogne-Billancourt. Il est issu d’une famille italienne émigrée en France dans les années 50. Son père était un dessinateur industriel chez Citroën et sa mère couturière. En 1960 la famille rentre en Italie. Marco grandit à Gênes où il fréquente le lycée artistique Nicolò Barabino. Il revient en France en 1978 et en 1985 il obtient le diplôme d’architecture DPLG à l’école Paris Belleville. Après une nouvelle période de 15 ans passée en Italie, il s’installe définitivement à Paris.
Son activité s’étend du design à l’architecture et décoration d’intérieur, scénographie de musées - théâtre - télévision, création de collections et pièces uniques en porcelaine et en verre de Murano, design - design textile - vidéos - événements spéciaux- dessins.
Son travail d’architecte d’intérieur l’amène à concevoir l’aménagement d’espaces privés et publics.

## Biographie
- 2025 : il conçoit la scénographie pour « Les Trésors des Collections[1] » les nouvelles salles permanentes du Centre National des Costumes et de la Scène de Moulins.
- 2024 : il signe la scénographie de l’exposition « Planète(s) Decouﬂé[2] » pour le Centre National des Costumes et de la Scène de Moulins pour les quarante ans de carrière du grand chorégraphe Philippe Decouﬂé.
- 2023 : son travail est célébré au Musée national Adrien Dubouché[3], Limoges 2023 pour les soixante ans de la maison Bernardaud[4].
- 2023 : à l’occasion de l’inauguration de la Maison des Métiers d’Art et du Design[5], Moulins sur Allier, il signe la scénographie pour la collection de pièces lumineuses en verre de Murano, Cosmolight.
- 2023 : son travail de designer est présenté à l’exposition Exp(l)osion CRAFT[6] au château de Sédières.
- 2021 : il commence sa collaboration avec la Galerie Cyril Guernieri [7]de Paris qui le représente dans des nombreuses expositions nationales et internationales.
- 2020 :0 il réalise la scénographie à échelle urbaine de la ville de Moulins sur Allier pour les festivités estivales, il décore place et rue du centre historique.
- 2019 : il signe la scénographie de l’exposition « Couturiers de la danse[8] » pour le Centre National des Costumes de Scène de Moulins. La merveilleuse histoire des collaborations entre les grands couturiers de la mode et les chorégraphes de la danse.
- 2018 : il est l'auteur du nouveau « Guide des styles[9] » paru aux Éditions Hachette, il illustre l’Histoire du mobilier du gothique à nos jours.
- 2016 : le Centre national des arts du cirque[10] de Chalons en Champagne lui confie le projet de mise en couleur des espaces communs et de résidences pour le nouveau bâtiment du CNAC.
- 2013 : il emporte le concours pour l’aménagement intérieur du nouveau bâtiment, le Chapithôtel [11]du Parc de la Villette[12] à Paris. Il conçoit les agencements des espaces à vivre des 18 résidences des artistes du cirque. Il dessine et réinvente l’ensemble du mobilier pour chaque résidence et conçois des décors et des palettes chromatiques propres à chaque espace.
- 2008 : pour la maison Cartier il mettra en scène dans une série de diorama, la collection de haute joaillerie « Inde Mystérieuse[13] » au Lancaster house à Londres.

Pour le privé, il conçoit également des aménagements intérieurs d’appartements, de résidences et de villas à Paris et en Europe.